# Платамонски замак
Замак Платамон је крсташки замак изграђен између 1204. и 1222. године на темељима старијег византијског утврђења, југоисточно од планине Олимп, недалеко од садашњег града Платамонаса, на стратешком положају који контролише пут Македонија — Тесалија — јужна Грчка. То је најбоље очувани замак у северној — централној Грчкој, са донжон кулом која гледа на аутопут.

## Историја

### Антички и средњовековни период
Замак је саграђен на месту античког Хераклеиона (Ираклион). Недавним ископавањима откривена је керамика која показује присуство Грка вероватно из 8. века п. н. е. Име Платамон први пут се помиње 1198. у повељи византијског цара Алексија Комнина.
Након Четвртог крсташког рата (1204), са уласком крсташа у Грчку, Пиериа је додељена (као део Краљевине Солуну) — Бонифације од Монферата доделио је Платамон једном од својих витезова. Овај је саградио замак, негде између 1204. и 1222, по Бонифацијевом налогу, на месту ранијег византијског утврђења да контролише пролаз из Македоније у Тесалију. Такође, саграђена је Латинска црква унутар зидина.
Око 1224. године Платамонски замак освојио је Теодор Комнин Дука, када је свргнуо крсташко Солунско краљевство. Замак је тада био под контролом његовог брата, Манојла Комнина Дуке. После битке код Пелагоније 1259. године, окупиран је од стране Никејског цара Михајла Палеолога и служио је као затвор за Крсташе који су заробљени у овој бици. Платамон се поново користио као затвор за побуњенике зилоте, 1345. године, када су поражени од Алексиоса Апокаукоса. У време Душановог царства замак се кратко време налазио на српској територији. Из овог периода нема помена у историјским списима.

### Отомански период
Дворац је окупиран од стране Турака први пут око 1385. године, али је убрзо дошао у посед Млечана. Приликом преотимања замка од Турака 1425. године, око стотину турских бранитеља је спаљено живо од стране Млечана. Након 1427. године Млечани су коначно изгубили контролу. Након тога су Турци користили замак као базу за њихове операције против побуњеника на планини Олимп.